# Stockholms läns landstingskommuns valkrets
Stockholms läns landstingskommuns valkrets var vid valet 1968 till andra kammaren i den svenska riksdagen den formella beteckningen på Stockholms läns valkrets.